# بيت من رمال (فلم)
بيت من رمال  فيلم دراما رومانسي مصري لعام 1972 من إخراج وتأليف سعد عرفة. الفيلم من بطولة علي كمال، بوسي، مريم فخر الدين، أحمد مظهر، صلاح منصور، وسناء جميل. تدور الأحداث حول الشاب البالغ من العمر 17 عاماً وحبه للفتاة التي تصغره بعام ومحاولته الزواج منها برضاء الأسرتين دون جدوى.
صدر الفيلم إلى دور العرض المصرية في 23 أغسطس 1972.
منح موقع قاعدة بيانات الأفلام العربية «السينما.كوم» الفيلم درجة 5.5/ 10.  

## طاقم التمثيل
علي كمال: في دور عصام كمال بدوي
بوسي: في دور أمينة يحيى أحمد
أحمد مظهر: في دور كمال أحمد (والد عصام)
مريم فخر الدين: في دور والدة أمينة
سناء جميل: في دور الصحفية (والدة عصام)
صلاح منصور: في دور يحيى أحمد (رجل الأعمال والد أمينة)
عدلي كاسب: في دور محمود (خال أمينة)
نورا: في دور فريدة (خالة أمينة)
إبراهيم عمارة: في دور مأذون الإسكندرية
دينا عبد الله: في دور ابنة المأذون (الطفلة)
بالاشتراك مع: علية عبد المنعم.

## إنتاج الفيلم
كان فيلم «بيت من رمال» هو البطولة الأولى للممثلة بوسي وهي عمرها 19 سنة وظهر اسمها الحقيقي على الشاشة (سرفيناز) بعد نجاحها في مسلسل «القاهرة والناس»، كما ظهر اسم الفنانة «دينا عبد الله» فقط (دينا)، وكان الفيلم أيضاً هو الظهور الأول للشاب علي كمال، وفي دور البطولة المطلقة. استخدم سعد عرفة  شخصية «محمود» خال بطلة الفيلم (عدلي كاسب)، وخالتها «فريدة» (نورا) في مشهد واحد قبل 4 دقائق من نهاية الفيلم وهو مشهد تخيلي دون حوار.

## أحداث الفيلم
يقع الشاب عصام كمال بدوي (علي كمال)، البالغ من العمر 17 سنة، في حب زميلته الطالبة أمينة يحيى أحمد (بوسي)، التي تصغره بعام، ويسارع إلى والده كمال (أحمد مظهر) ووالدته الصحفية (سناء جميل) ويطلب منهم السماح بزواجه من أمينة، يخبره والده بأن ما يقوله هو محض (مزحة) قد تصبح حقيقة بعد عشرة سنوات على الأقل. ويذهب الشاب المحب إلى والد حبيبته، يحيى أحمد (صلاح منصور) ووالدتها (مريم فخر الدين) ويطلب الزواج من ابنتهم ولكن الأب يقوم بطرده من بيته ويحرم الخروج على أمينة حتى الذهاب إلى مدرستها.
تقص أم أمينة عليها قصة محمود (عدلي كاسب) شقيقها وما فعله مع شقيقتها فريدة (نورا) عندما علم بعلاقتها بشاب يحبها، حيث قام بقتلها. يحضر عصام ليلا لبيت حبيبته ويتسلق إلى شرفتها ويدعوها للهرب معه والزواج، وتوافق وترتدي الأبيض. يقود عصام دراجته البخارية وخلفه، تحتضنه، أمينة بعد أن قام صديقة ممدوح بسرقة مفاتيح بيت الأسرة في الإسكندرية. يصل الحبيبين إلى الإسكندرية وهناك يدقوا باب مأذون المنطقة (إبراهيم عمارة)، وتفتح الباب طفلة سغيرة (دينا عبد الله) وعندما تعرف عن رغبتهم في الزواج تخبرهم أنهم صغار، وهذا ما يذكره لهم المأذون عندما يطلب منه عصام تزويجه من أمينة، ويحذرهم أن هذا ضد القانون ويعرضهم للعقاب. يغيب عصام عن أمينة بعض الوقت ويعود ومعه مجموعة من أصدقائهم ويقيموا حفلة يتم خلالها كتابة عقد زواج بين الحبيبين. يعيش الحبيبين في بيت صديقهم أيام قليلة هادئة ولكن تحدث المصادفة ويقابلهم المأذون الذي يسألهم ويجيبه عصام بأن زواجهم قد تم بالفعل، وعلى شاطئ البحر يسبح عصام سعيداً بينما تراقبه أمينة ولكنها تلمح على البعد أشخاص قادمين، أنهم المأذون ومعه رجال الشرطة. تسارع أمينة إلى البحر تصارع الأمواج لتنبيه عصام ولكنها تغرق بين الأمواج ويدركها عصام بعد أن أصبحت جثة هامدة وهو يحملها ويتهم رجال الشرطة والمأذون بقتلها.

## روابط خارجية
- مقالات تستعمل روابط فنية بلا صلة مع ويكي بيانات
- بيت من رمال على موقع الدهليز
- بيت من رمال على موقع كاروهات

https://www.themoviedb.org/movie/748639?language=ar-SA بيت من رمال (فيلم)